# Оливкова морська черепаха
Оливкова морська черепаха або тихоокеанська черепаха Рідлі (Lepidochelys olivacea) — один з найменших видів морських черепах, названий за оливковий колір панциря у формі серця.

## Опис
Оливкова черепаха є збереженим видом морських черепах з довжиною панцира у дорослих особин 60–70 см. Маса до 45 кг. Панцир за формою нагадує серце і характеризується наявністю чотирьох пар пористих щитків по нижній його кордоні, двом парам спереду і до дев'яти бічних щитків з кожної сторони. Оливкова черепаха унікальна тим, що у них може бути змінюване або несиметричне число щитків в кількості від п'яти до дев'яти пластин на кожній стороні, а найчастіше спостерігається від шести до восьми з кожної сторони. На кожній стороні панцира 12–14 сегментів. Панцир сплощений до верху, а спереду трохи зігнутий вгору, утворюючи подобу містка. Передня частина черепахи середніх розмірів з широкою головою, що має трикутну форму, якщо дивитися на неї прямо. Голова увігнута з боків.

## Поведінка

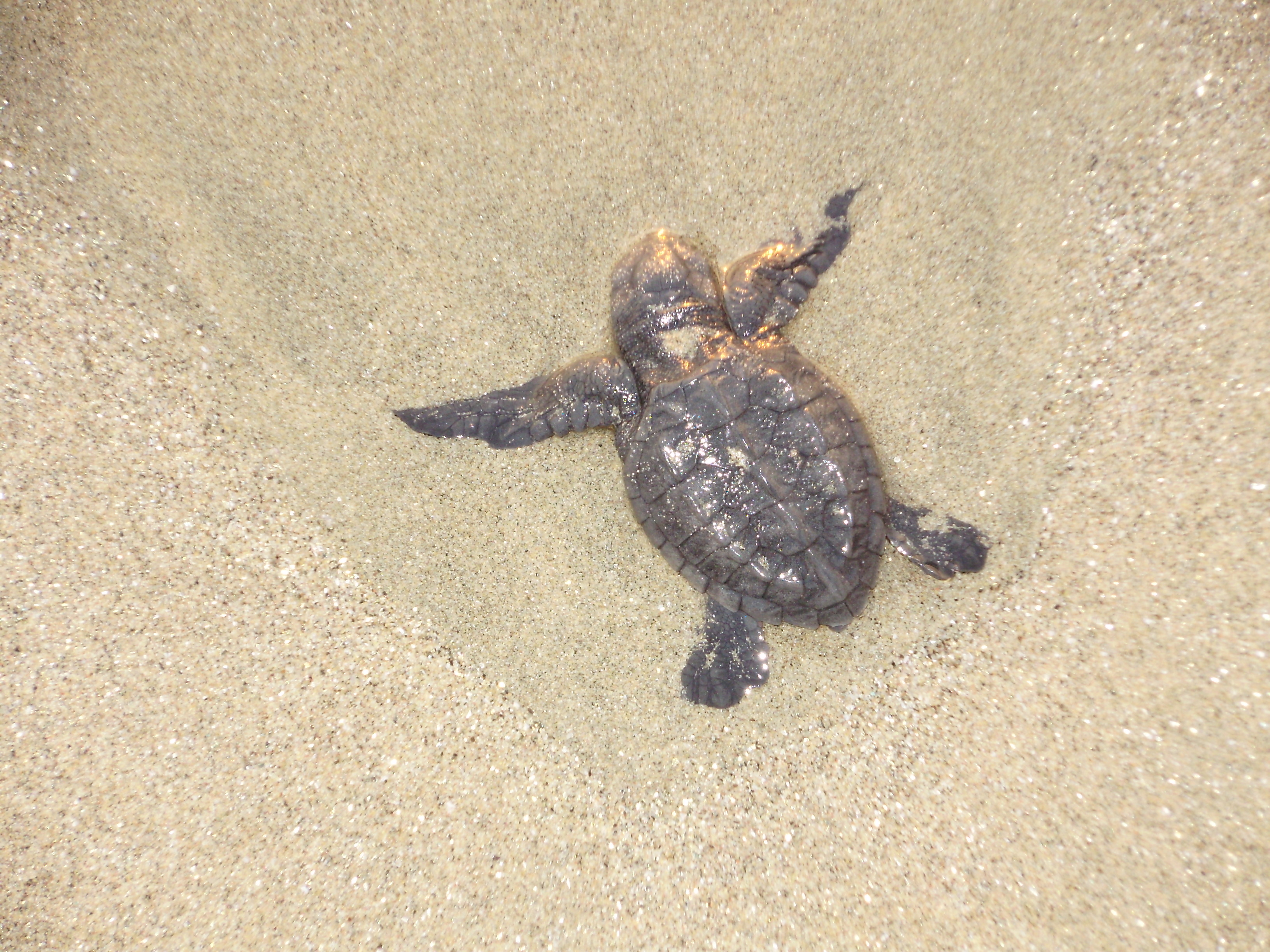
Нещодавно вилуплена оливкова черепаха на мексиканському пляжі (Пуерто-Вальярта)

На початку дня черепахи харчуються, в інший час дня відпочивають на поверхні океану. Для запобігання переохолодження морською водою тварини збираються у великі групи. Оливкові черепахи, як правило, відпливають від берега при появі хижака. На суші їх ворогами є опосуми, дикі свині і змії, що розоряють кладки.
Оливкові черепахи — хижі тварини, що полюють у мілководних районах з мулистим або піщаним дном на різних безхребетних: медуз, черевоногих молюсків, креветок і крабів, хоча за відсутності іншої їжі можуть переходити на харчування водоростями. Мабуть, саме така ширина харчового спектру призводить до того, що черепахи часом намагатися заковтнути неїстівні предмети, зокрема, викинутий людьми сміття (пластикові пакети і пінопласт). У неволі описані випадки канібалізму. щорічно (зазвичай навесні або на початку літа) статевозрілі оливкові черепахи повертаються на ті пляжі, де побачили світ, і приступають до розмноження, в ході якого кожна самка проводить декілька кладок.

## Розповсюдження і охорона
Поширена в тропічних теплих водах Тихого і Індійського океану — від Саудівської Аравії, Індії, Японії і Мікронезії на півночі до Південної Африки, Австралії і Нової Зеландії на півдні та у водах північної Бразилії, Суринама, Гаяни, Французької Гвіани і Венесуели. Крім того, були випадки виявлення оливковою черепахи в Карибському морі аж до Пуерто-Рико.
Популяції оливкових черепах виявляються вкрай вразливі через повільного зростання особин і значного антропогенного впливу як у формі безпосереднього вилову дорослих особин і збору яєць, там і побічно — через руйнування місць, придатних для відкладання яєць. У багатьох країнах комерційний видобуток цього виду обмежена або заборонена, а більшість придатних для розмноження пляжів охороняються.